# Junior Míguez

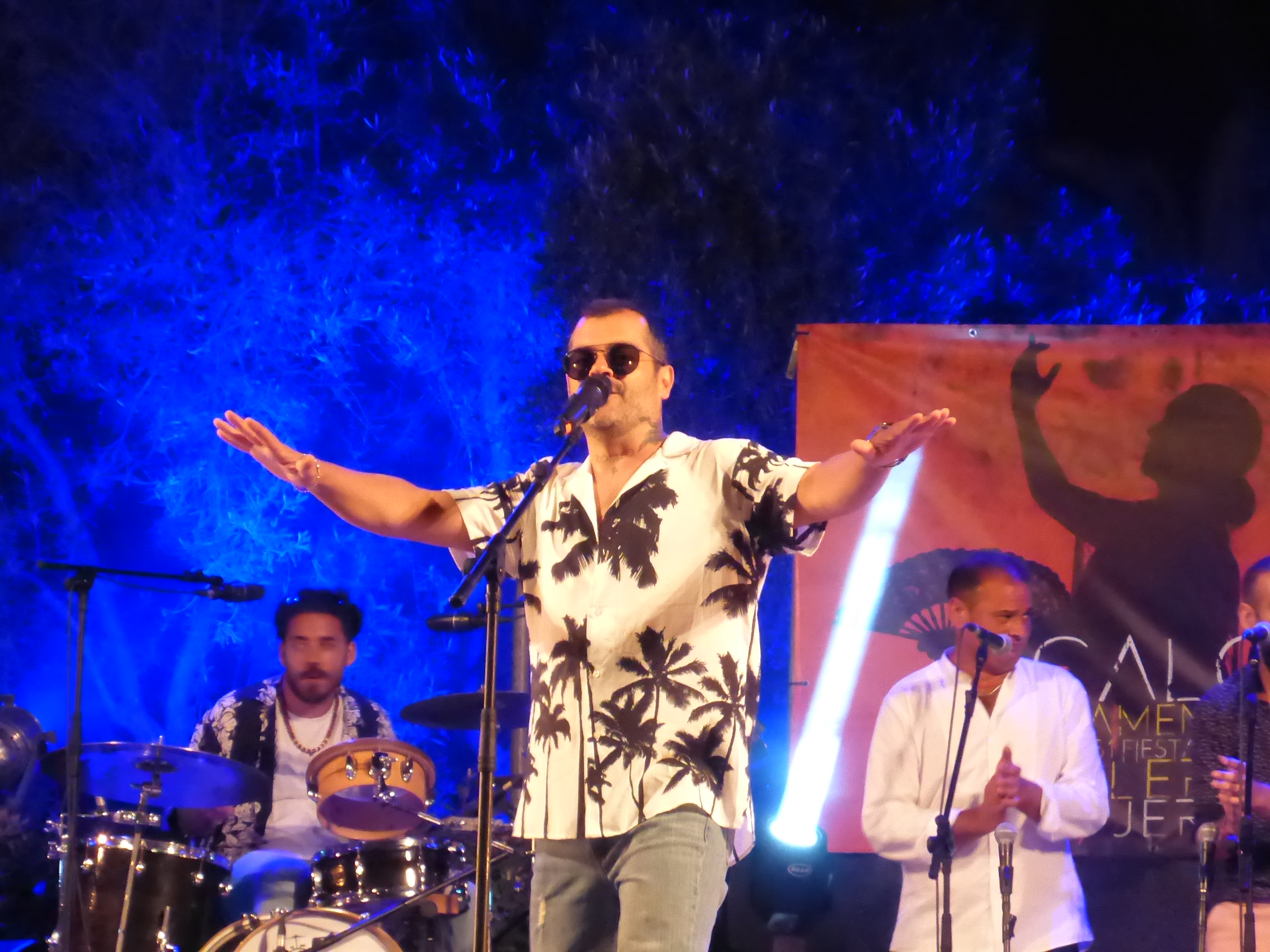
Junior en concierto

Junior Míguez (Málaga, 1978), conocido artísticamente como Junior y posteriormente Prinçipe, es un cantante español de flamenco y rap, conocido por su participación en UPA Dance y sus álbumes El príncipe de los gatos (2003) (que contenía el sencillo "Down") y Niño flama (2005).

## Trayectoria
Nació en Málaga, pero se crio en el barrio de Triana (Sevilla). Saltó a la fama tras su participación en UPA Dance (2002-2005). Tras salir del programa, editó su primer álbum El príncipe de los gatos (2003), que mezclaba rap con flamenco pop. El disco vendió cien mil copias y tuvo como sencillos "Down" (número 11 en España), "Saoke" y "Tumtaraka".
En 2005 editó Niño flama, que alcanzó el número 13 en España, y posteriormente paró su carrera por un cáncer. En 2009 editó Indomable, y en 2013 actuó como telonero de Alejandro Sanz y creó el proyecto LA 41010 junto a su pareja La Flaka, financiado por micromecenazgo.Tras una nueva pausa por enfermedad, regresó en 2022 como Prinçipe, publicando el sencillo "Un, doh, treh, cuatro".

## Discografía

### Álbumes de estudio
- El príncipe de los gatos (2003)
- Niño flama (2005).
- Indomable (2009).